# Hawaiian Acres
Ne doit pas être confondu avec Hawaiian Beaches ou Hawaiian Paradise Park.
Hawaiian Acres est une zone de recensement (census-designated place) des États-Unis située dans le district de Puna, dans le comté de Hawaï de l'État du même nom, dans le Sud-Est de l'île d'Hawaï.
La localité se trouve sur les flancs du Kīlauea, au nord-est de sa caldeira sommitale.